# Over Byen, Under Himlen - En Samling
Over Byen, Under Himlen - En Samling er Jens Unmacks første opsamlingsalbum som solokunstner. Det blev udgivet i 2011 og indeholder sange fra hans tidligere udgivelser.

## Spor
1. "Happy Ending (I Den Her Verden Vil Jeg Ikke Være Trist)"
2. "Piloten På Sin Allersidste Dag"
3. "Minder"
4. "Jeg Har Mistet Mere (End Du Nogensidne Får)"
5. "Hvis Du Tager Mig Med"
6. "Idrætsparken"
7. "Coke Lovebirds"
8. "Radiostationer"
9. "(La La) Hollywood"
10. "Sønder Boulevard" (Demo)
11. "Aftenland"
12. "Født På En Søndag"
13. "København I Dine Øjne"
14. "Dagene Løber Som Heste"
15. "Joyride"